# Statuia lui Pake Protopopescu din București

Statuia primarului
Emanoil Pake-Protopopescu

Statuia lui Emanoil Pake-Protopopescu a fost realizată în anul 1903 din marmură albă de Carrara de către sculptorul Ion Georgescu și a fost demolată în anul 1948 de autoritățile comuniste. 
Era amplasată lângă Biserica Greacă din București, în actualul Parc Izvorul Rece (fosta Piață Pache Protopopescu) de pe Bulevardul Pache Protopopescu, pe locul unde s-a amenajat o fântână arteziană care se numea „Fântâna Festivalului” fiind construită în 1953, cu prilejul Festivalului Mondial al Tineretului și Studenților, opera sculptorului Mioara Minulescu, fiica poeților Claudia Millian și Ion Minulescu.
În locul acestei fântâni, la 6 decembrie 2007 a fost inaugurat monumentul „Nicolae Bălcescu”, turnat în bronz de sculptorul Mircea Corneliu Spătaru.
Consilierii liberali din Consiliul General al Municipiului București (CGMB) au propus în ședința CGMB din 17 septembrie 2019 să fie aprobat un proiect care prevede realizarea obiectivului de investiții „Reconstrucție monument Pache Protopopescu”, pe vechiul amplasament, monumentul lui Nicolae Bălcescu urmând să fie relocat pe Bdul. Nicolae Bălcescu, între str. Ion Câmpineanu și str. Dem I. Dobrescu.

## Vezi și
- Emanoil Pake-Protopopescu